# 兜 KABUTO
『兜 KABUTO』（かぶと、Shogun Mayeda / Journey of Honor / Shogun Warrior）は、1991年制作のアメリカ合衆国・イギリス・日本の映画。江戸時代初期の日本とスペインを舞台とした異色のアクション時代劇映画であり、ショー・コスギが主演・原案・製作の3役を担当。 支倉常長の行程に基づいている。
続編がファミリーコンピュータ用のゲームソフトとして企画されていたが、実現しなかった。

## あらすじ
1600年、天下を統一しつつあった徳川家康は、再興を目論む豊臣家に備えるべく新型銃を購入するため、実子の頼宗と家臣の前田大五郎をイスパニアに派遣する。しかしその途中、彼らの乗った船は嵐のため沈没、銃の購入資金のための黄金は失われてしまった。
しかし、前田はフィリップ国王の城で王位を狙う側近のドン・ペドロの陰謀を阻止した事で、その褒美として銃を手に入れることに成功する。
前田に陰謀を阻止されたドン・ペドロは、海賊エル・ザイダンの力を借りて、前田たちを奴隷としてモロッコヘ送ってしまう。
しかし、前田はドン・ペドロとの決闘に勝利すれば、銃と共に帰国させるという約束をザイダンから取り付け、ドン・ペドロとの対決に臨む。

## キャスト
| 役名               | 俳優                     | 日本語吹替     |
| ------------------ | ------------------------ | -------------- |
| 前田大五郎         | ショー・コスギ           | ショー・コスギ |
| 徳川頼宗           | ケイン・コスギ           | 金杉太朗       |
| 徳川家康           | 三船敏郎                 |                |
| 淀君               | 高田美和                 |                |
| 女官               | 清川虹子                 |                |
| 前田千代           | 杉村由紀                 |                |
| 前田大輔           | 白倉慎介                 |                |
| 江戸城の家臣       | 矢山治                   |                |
| 石川               | 関口昌人                 |                |
| 中村               | 重水直人                 |                |
| バスコ神父         | ノーマン・ロイド         | 大塚周夫       |
| セシリア           | ポリー・ウォーカー       | 高島雅羅       |
| ドン・ペドロ       | デヴィッド・エセックス   | 小川真司       |
| キング・フィリップ | クリストファー・リー     | 北村弘一       |
| エル・ザイダン     | ジョン・リス＝デイヴィス | 内海賢二       |
| クロフォード船長   | ロナルド・ピックアップ   | 小林勝彦       |
| スミティ           | ディラン・カッスマン     | 菊地英博       |

吹替その他、幹本雄之、伊藤和晃、坂東尚樹、叶木翔子